# Fabbrica Saccardo
La fabbrica Saccardo consiste in un complesso di edifici industriali fatti erigere a Tretto di Schio verso la fine dell'Ottocento dalla ditta Saccardo; rappresentano un'importante testimonianza di archeologia industriale locale. L'azienda ha cessato l'attività.

## Storia
Nel 1887 Giuseppe Saccardo costituì un'attività artigianale legata alla produzione di accessori per l'industria tessile (tubetti di carta e navette in legno) in un modesto edificio collocato nel centro cittadino, lungo il tracciato della Roggia Maestra. Nell'arco di pochi anni l'attività del Saccardo si sviluppò notevolmente, grazie ai viaggi all'estero dello stesso Saccardo volti ad acquisire moderne tecnologie produttive e per l'aggiornamento professionale, ed anche mediante l'introduzione di moderni macchinari per la realizzazione dei prodotti. Nel 1892 un incendio causò la distruzione dello stabile produttivo (ma non quello dei macchinari, che vennero salvati), spingendo Saccardo ad individuare con gran rapidità un nuovo sito idoneo per trasferire la sua attività, oramai divenuta una vera industria.

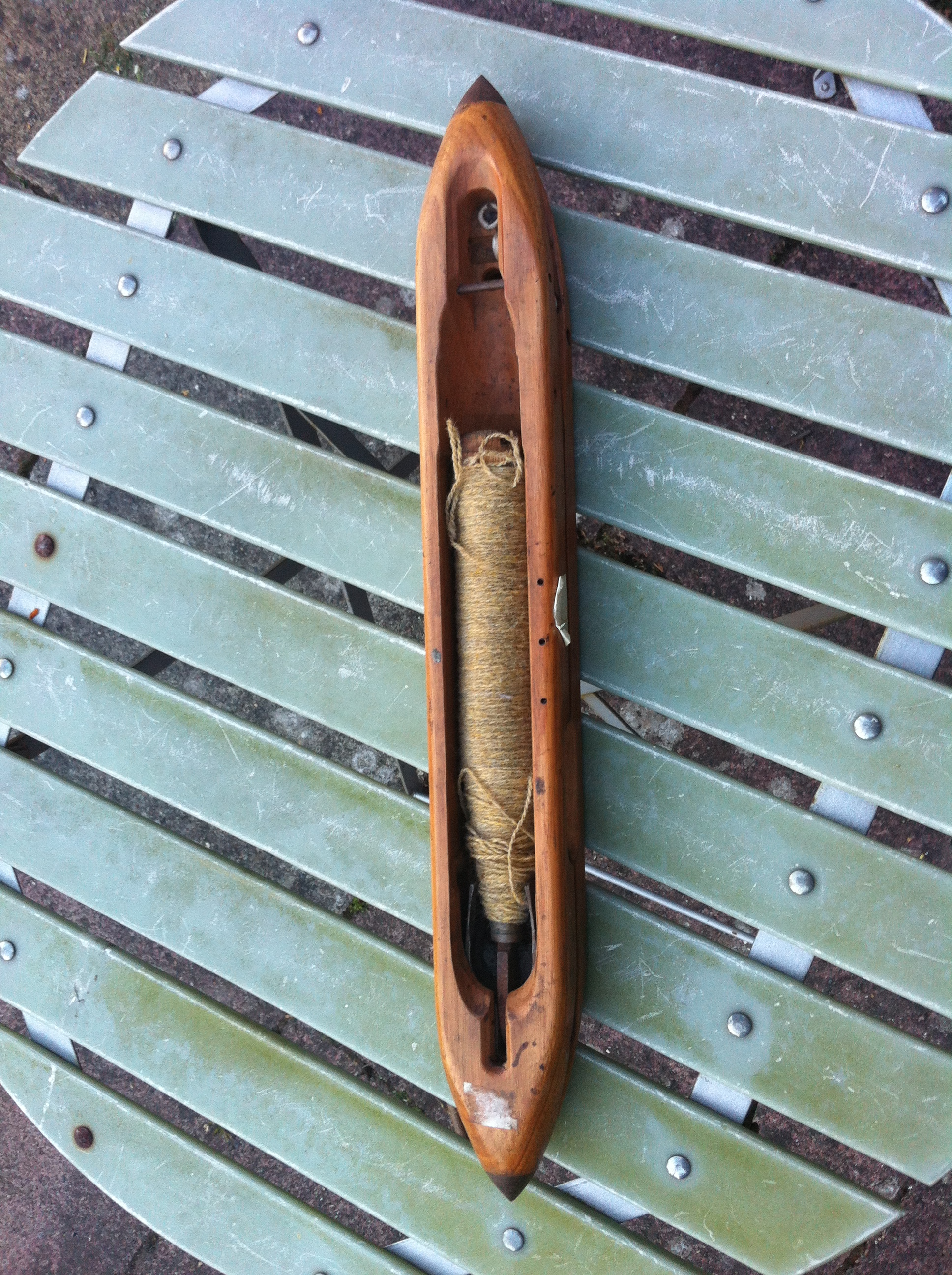
Una navetta in legno, simile a quelle prodotte dalla Saccardo

Tale sito fu individuato nella parte bassa dell'altopiano del Tretto, presso una località che sarà poi denominata Contrada Progresso, vicino al letto dei torrenti Orco e Acquasaliente. Fu edificata una grande struttura industriale e venne ampliata la gamma di prodotti realizzati dalla ditta, ora denominata, Saccardo & C., affiancando alla produzione precedente anche quella di rocchetti, tubi ed animelle in legno per l'industria laniera e del cotone.
Tra il 1904 ed il 1911 venne realizzata la Centrale idroelettrica Saccardo, formata da due impianti indipendenti, come parte integrante della fabbrica esistente.
Nel 1905 la Saccardo divenne Società Anonima e avviò un nuovo stabilimento per la produzione di accessori per l'industria cartiera a Novara. In questo periodo l'azienda si avvalse della collaborazione di Fortunato Depero per realizzare cataloghi pubblicitari dei tubetti e navette prodotti.
Durante la seconda guerra mondiale la Saccardo ampliò ulteriormente la tipologia di articoli prodotti, realizzando anche giocattoli in legno e scafi. Nel 1964 l'attività fu trasferita nei nuovi stabilimenti edificati in pianura, presso la località Liviera, a Schio, abbandonando gli stabilimenti storici. Le industrie Saccardo (rinominate nel frattempo Nuova Saccardo scarl) continuarono la propria attività, tra crisi e ristrutturazioni, fino a cessare completamente verso la fine del Novecento.
L'area abbandonata dei vecchi stabilimenti nel frattempo stava andando incontro ad un inarrestabile degrado; nel 1987 un gruppo costituito da circa venti piccole aziende, denominato Consorzio Progresso, rilevò gli stabilimenti (ed anche quelli inutilizzati della vecchia fabbrica di navette Federle a Schio) con lo scopo di trasferirvi le varie attività recuperando aree già edificate. Poco a poco gli stabili della Fabbrica Saccardo vennero recuperati con criteri conservativi, in modo da renderli adatti ad ospitare svariate attività artigianali o piccole industrie, ma utilizzandoli anche quali spazi espositivi per eventi, artisti, attività culturali, ed ospitando tra l'altro lo Schio Design Festival

## Descrizione
Nel suo insieme il complesso industriale Saccardo interessa un'area coperta di circa 10.000 m², strutturata in vari gruppi costituiti da campate in serie dotate di coperture a shed, costruite su vari livelli, adattandosi così alla naturale pendenza del terreno.
Il corpo maggiore, ubicato più a monte, era destinato alla produzione di tubetti e come locali magazzino, quello più a valle, di minori dimensioni, era dedicato alla produzione di navette in legno. Entrambi i corpi di fabbrica sono costituiti da una serie di campate con facciate a capanna, dotate di finestroni rettangolari singoli o binati e di un occhio circolare nel sottotetto, incorniciate da elementi in cotto. Dalle coperture si elevano due ciminiere in laterizio di diversa altezza. L'interno degli edifici è scandito dalle tipiche colonne in ghisa che definiscono gli spazi delle varie campate. Fanno parte del complesso anche l'abitazione del custode, posta vicino all'ingresso degli stabilimenti ed il villino del direttore, poco discostato.
Nel corpo principale della fabbrica sono ancora conservate le turbine originali (prodotte dalla Riva di Milano e dalla Pellizzari di Arzignano) ed il quadro comandi d'epoca in marmo di Carrara delle antica centrale elettrica aziendale, restaurata a partire dal 1993 e resa nuovamente operativa mediante l'installazione di una moderna turbina Pelton. La seconda centrale dello stabilimento, oggi dismessa, sfruttava l'acqua di scarico della prima centrale, attraverso una condotta forzata che passava sotterranea attraverso il cortile degli stabilimenti, fino ad alimentare la sottostante turbina. A monte degli stabilimenti si possono ancora visionare lungo il torrente Orco le strutture originali di presa d'acqua, le condotte e la vasca di carico per alimentare l'impianto delle due centrali idroelettriche.